# فینال جام جهانی فوتبال ۱۹۳۰
فینال جام جهانی فوتبال ۱۹۳۰، رقابت پایانی جام جهانی فوتبال ۱۹۳۰ است که مابین تیم ملی فوتبال اروگوئه و تیم ملی فوتبال آرژانتین در ورزشگاه سنتناریو، مونته‌ویدئو برگزار شده‌است.
این مسابقه که در تاریخ ۳۰ ژوئیه ۱۹۳۰ انجام شده‌است با نتیجه ۴ بر ۲ به سود تیم ملی فوتبال اروگوئه به پایان رسید.